# Ocnus rowei
Ocnus rowei is een zeekomkommer uit de familie Cucumariidae.
De wetenschappelijke naam van de soort werd in 2008 gepubliceerd door A.S. Thandar.